# Svend Bögh-Andersen

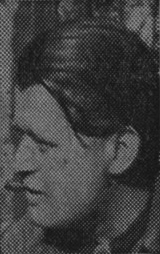
Svend Bögh-Andersen

Svend Bögh-Andersen, född 24 november 1916 i Ålborg, död 13 februari 1984 i Laholm, var en dansk-svensk arkitekt.

## Biografi
Efter studentexamen 1933 och examen från Ålborg tekniske skole 1939 blev Bögh-Andersen arkitekt vid Det Kongelige Akademi for de Skønne Kunster i Köpenhamn 1943. Han var anställd på olika arkitektkontor i Köpenhamn 1943–1946, på stadsarkitektkontoret i Kristianstad 1946 samt blev stadsarkitekt i Laholm och södra Halland 1952. Han var innehavare och verkställande direktör vid AB Arkitektura från 1956, men behöll ändå sin stadsarkitekttjänst ytterligare två decennier.
Bögh-Andersen var en bra representant för modernismen inom svensk arkitektur. Hans formspråk utgår från funktionalismen. Han förespråkade öppen planlösning och skapade många hus med "öppet upp i nock". Hans murar är skapade i en slags brutalism, med en mönstermurning som innebär utdragna tegelstenar i ett regelbundet mönster för ljusbrytningens skull.
Under åren 1951–1983 utförde Bögh-Andersen stadsplaner för Laholm och ritade bibliotek, medborgarhus, centralskola och ålderdomshem där samt Thunbergiabebyggelsen i Göteborg, Kvarnbergsprojektet i Stenungsund och kvarteret Giganten i Halmstad. Han ritade även bland annat privatvillor, radhus, kedjehus, flerfamiljshus, industrier och bårhus. Andersens egen villa på Vingesgatan i  Laholm är sedan 2011 statligt byggnadsminne.
Tillsammans med sin hustru Hanne (1920-2015) startade och drev han det konstgalleriet Arkitektgården i Laholm, med drygt 200 utställningar av nordisk konst.

## Verk i urval (Laholm om inget annat anges

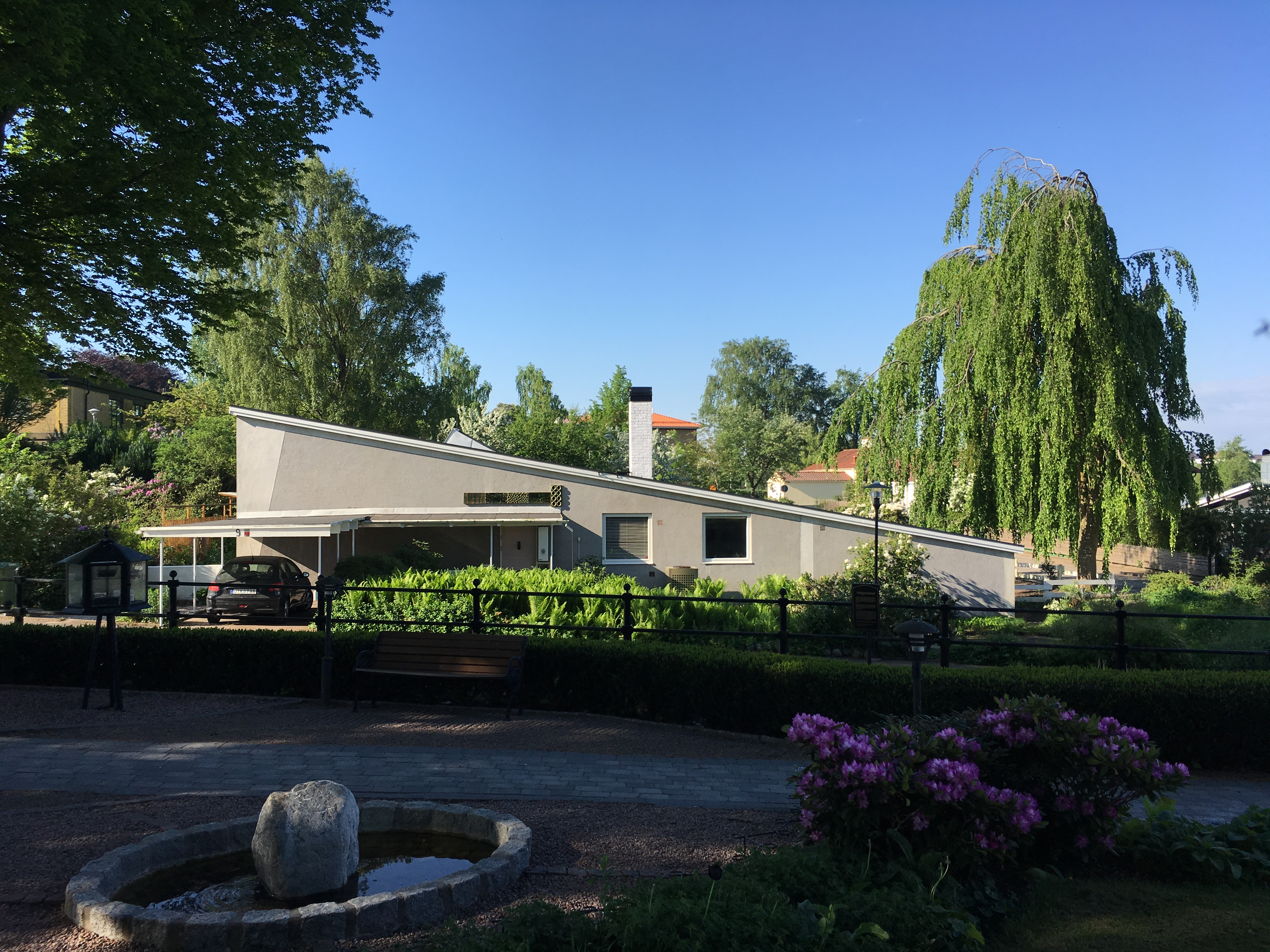
Egna villan på Vingesgatan

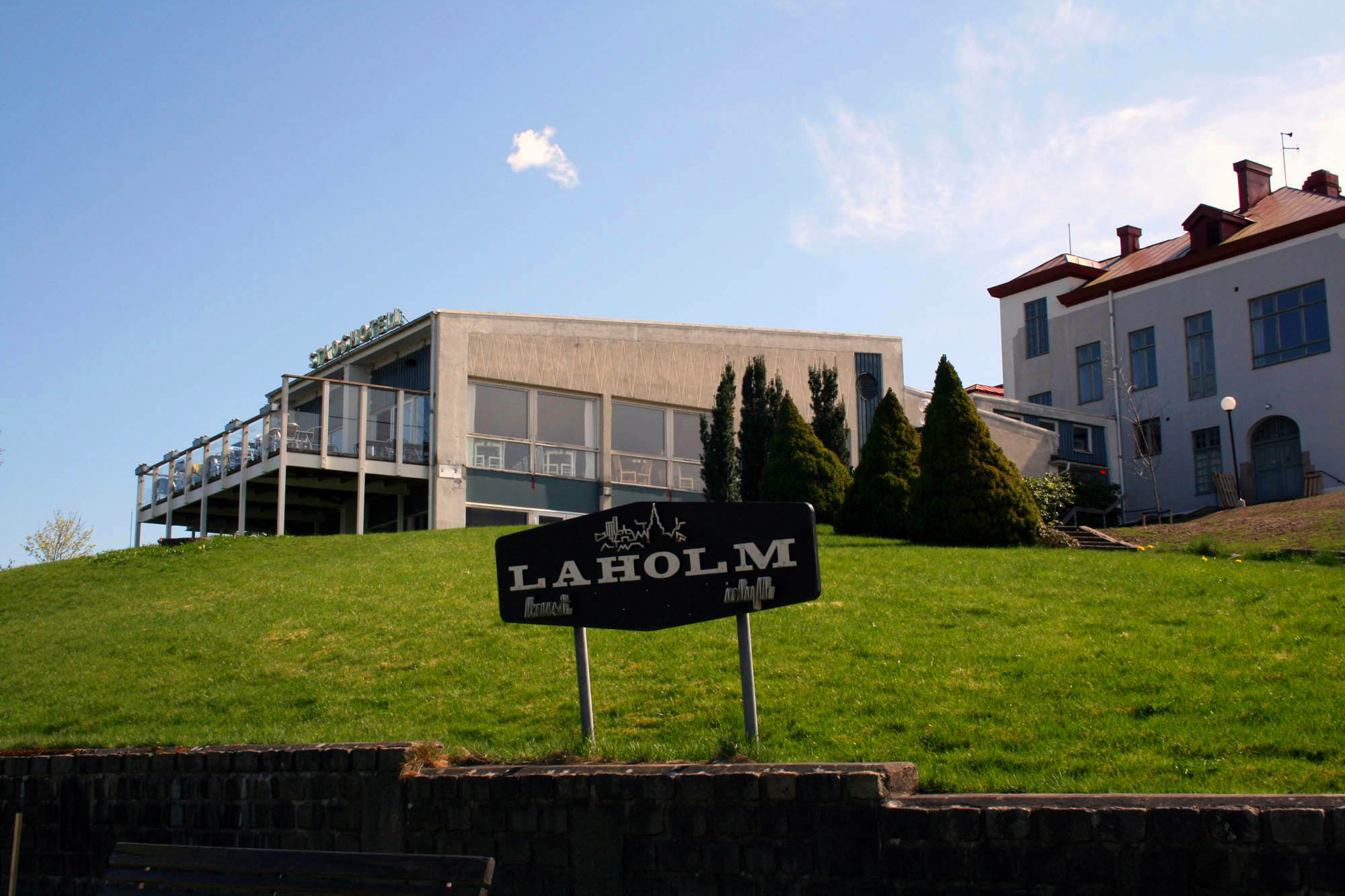
Restaurang Gröna Hästen

- Fribergska affärs- och bostadshuset, Ryssgatan, 1952.
- Försäkringskassan, Trädgårdsgatan 15.
- Restaurering av tre trähus på Kyrkogatan (Bossali) 1953.
- Lundströmska bostadshuset, Gamlebygatan 14, 1953.
- Restaurering av Hans Ljusstöpares hus, Gamlebygatan 12.
- Tvåfamiljshus, Evas gränd.
- Egen villa (Skidbacken) på Krukmakaregränd 1, 1956.
- Villa, Krukmakaregränd 10, 1950-tal.
- Restaurang Gröna Hästen, 1958.
- Församlingshemmet, Vingesgatan, 1973.
- Arkitektgården, eget kontor och egen konstsalong. Restaurering av gård vid Gamlebytorg för eget bruk, 1965.
- Laholms sparbank.
- Lagaholmsskolan.
- Centralskolan i Veinge.
- Villa Ljungberg, Esplanadgatan 14 i Hässleholm. 1965.

Villa på Kanalgatan 54 i Kristianstad, 50-tal